# Yūsuke Muta
Yūsuke Muta (jap. 牟田 雄祐 Muta Yūsuke; ur. 20 września 1990) – japoński piłkarz występujący na pozycji obrońcy. Obecnie występuje w Iwate Grulla Morioka.

## Kariera klubowa
Od 2013 roku występował w klubach Nagoya Grampus i Kyoto Sanga FC.